# Hřbitov Nejsvětější Trojice (Kurgan)
Hřbitov Nejsvětější Trojice (rusky Троицкое кладбище) je nedochovaný pravoslavný hřbitov ve městě Kurgan.

## Historie
Hřbitov byl vybudován 11. října roku 1881 a sloužil jako pohřebiště pro nedaleký chrám Nejsvětější Trojice. Severozápadní část hřbitova byla vyčleněna pro pohřby starověrců a o její chod pečoval Vojevodin Jevstafij Leontěvič. Ke konci 19. století byl hřbitov z neznámých důvodů zbourán a kolem jeho tehdejšího místa byla postavena městská rezidenční čtvrť Temp (rusky Темп), která je mezi obyvateli města dodnes považována za „nejhorší“ a „nejnešťastnější“ část Kurganu. Jeden z důvodů, proč je na Temp tímto způsobem nahlíženo, je fakt, že tehdejší stavaři při stavebních pracích objevili lidské kosti. Ve dvacátých letech 20. století byl na původní ploše hřbitova zřízen maličký park známý jako Náměstí starověrců (rusky Старообрядческий сквер). Byla zde nainstalována malá pamětní deska připomínající historii místa a to je vše, kromě chodníků a dalších cest, co se zde nachází.

## Dnešní stav
Místo je dnes v zanedbaném, dle místních doslova „katastrofálním a depresivním“, stavu. Zcela běžně se v okolí vyskytují rozbité láhve, pohozené igelitové tašky, injekční stříkačky, nedopalky od cigaret anebo použité prezervativy. Protože místo je pusté a osamocené, lidé zde často venčí své psy, kteří přispívají k znečišťování okolí a obzvlášť mladí Rusové v místech bývalého hřbitova tráví čas nadměrným konzumováním alkoholu. Nedaleko se nachází jakési „provizorní smetiště“, kde místní obyvatelé odnáší svůj starý nábytek — hlavně staré matrace, což vede k tomu, že se kolem místa shromažďují bezdomovci či jiní podivíni.
V roce 2011 se na správu města obrátil předseda Kurganského regionálního veřejného hnutí s žádostí, zda by mohlo město Kurgan o pamětní místo pečovat intenzivněji. Administrativa města písemně slíbila, že park dá do pořádku téhož roku, avšak stav se dosud nezlepšil, nýbrž v okolí přibyla hromada plevelu a opadaných stromových větví.
V květnu 2020 začala kurganská administrativa shromažďovat návrhy občanů, které oblasti města by se měly do roku 2021 zrekonstruovat či jinak vylepšit. Návrh na vylepšení prostorů bývalého hřbitova prošel prvním kolem hlasování a zařadil se mezi třiadvacet nejlepších nápadů. Po hlasování obyvatel, které probíhalo od 1. do 14. června, se Náměstí starověrců umístilo na 19. místě.